# Бога нет (альбом)
«Бога нет» — пятый номерной магнитоальбом советской рок-группы «ДК», выпущенный в 1984 году. Имеет хождение в трёх вариантах (третий выпущен на CD). Весь материал был записан в танцзале общежития Московского института стали и сплавов в 1983 году. Первый вариант сводился на квартире М. Трубецкова в самом конце 1983 года, второй — у А. Агеева в начале 1984-го.
На этом альбоме в составе группы впервые появился клавишник Александр Белоносов, участвовавший потом в сессиях практически весь 1984 год, после ухода из группы вокалиста Евгения Морозова зимой 1983 года сразу же после записи альбома «Кисилёв» из-за разногласий с музыкантами и категорического нежелания оставаться в репетиционном режиме без публичных выступлений, чего не могла себе позволить группа «ДК» из-за того, что была запрещена к тиражированию и выступлению на концертах.
Альбом переиздавался неоднократно: в 1997 году на студии «Колокол» и в 2001 году на студии «SS Records» как коллекционное издание из двух сборников «Голые ноги» (1983) и «Бога нет» (1984).

## Концепция и название альбома
Трэш — это профессиональный «закос» под самодеятельность. Это очень модная и тонкая интеллектуальная игра, где нельзя абсолютно все принимать за чистую монету. Поклонники трэша, таким образом, напоминают коллекционеров бабочек — мумий с булавками на брюшках, от которых осталась лишь природная красота крыльев — предмет и тема для разговоров о колорите.
Хрестоматией русского музыкального трэша является двухчасовой альбом 1983 года группы ДК под названием Бога нет. Здесь представлена самодеятельность провинциального дома культуры, пытающаяся поговорить о «смысле жизни» в духе любимого народом и понимаемого, разумеется, по-своему Высоцкого.

Любопытно, что закос под «правду» ввел в заблуждение тогда чуть ли не всю комсомольскую прессу, обвинившую музыкантов в пропаганде «пьяни, грязи и безысходности» к вящему удовольствию последних. Если кто помнит, то и Гагарина после его героического полета тоже на каждом шагу на полном серьезе спрашивали, видел ли тот за облаками бога, — и только горячие дискуссии на страницах газет на подобные темы отбрасывали всяческие сомнения на предмет наличия того, чего нет. — Русский трэш // Сергей Жариков. "Озон", декабрь 2001

## Список композиций
Слова и музыка всех песен — написаны Сергеем Жариковым (кроме указанных отдельно).
| №   | Название                               | Текст песни        | Музыка                                    | Длительность |
| --- | -------------------------------------- | ------------------ | ----------------------------------------- | ------------ |
| 1.  | «Товарищ, верь»                        |                    |                                           | 2:34         |
| 2.  | «Клёвая я»                             | Д.Яншин, С.Жариков | Д.Яншин                                   | 2:31         |
| 3.  | «Фетяска»                              | Д.Яншин, С.Жариков | Д.Яншин                                   | 4:22         |
| 4.  | «Мартовский блюз»                      | Г.Ляхов, С.Жариков | Д.Яншин, С.Жариков                        | 3:58         |
| 5.  | «Серёжа»                               |                    |                                           | 3:15         |
| 6.  | «Тамара»                               |                    |                                           | 7:05         |
| 7.  | «Джо Дассен»                           |                    |                                           | 3:34         |
| 8.  | «Я вас одну люблю»                     |                    |                                           | 2:36         |
| 9.  | «Зеркало»                              |                    |                                           | 4:10         |
| 10. | «Самогоночка»                          |                    |                                           | 4:18         |
| 11. | «Как я масло твоё всё сожрал»          |                    |                                           | 2:07         |
| 12. | «Федя и чабан»                         |                    |                                           | 2:48         |
| 13. | «Бога нет»                             |                    |                                           | 3:34         |
| 14. | «Лёд запилен (отсылка к Led Zeppelin)» |                    | Jimmy Page, John Paul Jones, Robert Plant | 2:12         |

### Кавер-версии песен альбом
- Песня «Серёжа» вошла в кавер-альбом «Нам по...!» группы «Distemper» в 2003 году.
- Текст песни «Фетяска» была перепета андеграундной психоделической группой «Трубопроводные войска».
- Песни «Фетяска», «Бога нет», «Как я масло твоё всё сожрал» перепевались Евгением Морозовым на концертах 2005—2012 годов.

## Участники записи альбома
- Евгений Морозов — вокал
- Виктор Клемешов — бэк-вокал, баян, гитара
- Дмитрий Яншин — гитара, аранжировки, тексты
- Сергей Полянский — бас
- Александр Белоносов — клавиши
- Сергей Жариков — барабаны, вокал, тексты и музыка песен
- Анатолий Кириллин — музыкальный редактор

## Переиздание 2001 года
В 2001 вышло коллекционное переиздание альбома «Бога нет», составленный из двух дисков — первый диск состоит из записей магнитоальбома «Голые ноги» (1983), второй — из записей оригинального магнитоальбома. Сам же альбом «Голые ноги», отдельно переизданный, имел подпись «без говна» — здесь издатели имели в виду, что версию «с говном» содержит альбом «Бога нет».

### Голые ноги
Ремастеринг альбома — Олег Никанкин.
1. Мы Попрыгаем Мы Попляшем 2:34
2. Шизгара 1:48
3. Вермут Мутнорозовый 3:01
4. Фонари 3:48
5. Барыня 1:34
6. Шалала 1:38
7. Сегодня Мне Хорошо 2:06
8. Про Чесотку 2:04
9. Песня Для Друга 2:06
10. Про Желвак 2:39
11. Молодёжный Блюз 4:24
12. Й 1:24
13. Про Жужку 3:59
14. Новый Поровот 3:43
15. В Хорошем Настроении 1:53
16. Старые Слова 1:35
17. Шара 1:39
18. Я Мою Пустые Бутылки 4:24
19. Я Тебя Не Люблю 1:51
20. Голые Ноги 4:20
21. Пар Культуры 4:50
22. Одиннадцать Часов 2:14
23. Про Любовь 2:50
24. От Весны До Лета 3:11
25. Нет Портвейна 2:24
26. 13 1:13

### Бога нет
Ремастеринг альбома — Сергей Летов.
1. Звезда Пленительного Счастья 2:31
2. Клевая Я 2:25
3. Фетяска 4:14
4. Мартовский Блюз 3:53
5. Сережа 3:09
6. Люблю Тебя 5:14
7. Заветная Книжка 1:37
8. Братишка Деперье 0:54
9. Кисилевская Песня 1:35
10. Тамара 6:57
11. Дворянский Вальс 3:27
12. Я Вас Одну Люблю 2:30
13. Он Среди Нас 2:27
14. У Девчонок Без Мослов 2:43
15. Песня Без Слов 2:58
16. Полюбил Девчонку Горячо 2:12
17. Кляма 4:31
18. Бога Нет 3:26
19. Лёд Запилен 2:15
20. P.S. Чтоб Не Было Мучительно Больно 2:43